# Gare de Charonne-Marchandises
Gare de Charonne-Marchandises bylo překladové nádraží v Paříži ve 20. obvodu.

## Lokace
Nádraží se nacházelo ve 20. obvodu mezi ulicemi Boulevard Davout, Rue de Lagny a Rue du Volga. Bylo součástí zrušené tratě Petite Ceinture.

## Historie
V roce 1888 byly dokončeny stavební práce a trať Petite Ceinture byla zvýšena do úrovně nástupišť nákladového nádraží. Stanice byla v roce 1900 rozšířena. Při této příležitosti bylo odstraněno několik kolejí v ulici Rue Philidor mezi Passage de Lagny a Boulevardem Davout. Nádraží bylo zbořeno na konci 20. století. Prostranství bylo částečně zastavěno, zčásti přeměněno na veřejný park také na Jardin de la Gare-de-Charonne (vznik 1986), který nese název bývalého nádraží.